# جیمز آنایا
استیون جیمز آنایا (انگلیسی: Stephen James Anaya؛ وکیل اهل ایالات متحده آمریکا است.
آنایا از سال ۲۰۱۶ تا سال ۲۰۲۱ رئیس مدرسه حقوق دانشگاه کلرادو بود. او سابقه تدریس قانون و سیاست حقوق بشر در کالج حقوق جیمز ای راجرز دانشگاه آریزونا را دارد. او به مدت ده سال عضو هیئت علمی کالج حقوق دانشگاه آیووا بود. در سال ۲۰۰۸ سازمان ملل متحد آنایا را به سمت گزارشگر ویژه در زمینه حقوق بومیان منصوب کرد و او تا سال ۲۰۱۴ در این سمت باقی ماند. او همچنین در سال ۲۰۱۹ به عضویت مجمع فیلسوفان آمریکا درآمد.

## تحصیلات و کار
جیمز آنایا لیسانس اقتصاد خود را از دانشگاه نیومکزیکو دریافت کرد. او در سال ۱۹۸۳ از مدرسه حقوق هاروارد فارغ‌التحصیل شد. او در البوکرکی، نیومکزیکو به کار وکالت و نمایندگی بومیان آمریکا و سایر گروه‌های اقلیتی پرداخت. در نتیجه فعالیتهایش در این مدت، مجله باریستر وابسته به کانون وکلای دادگستری آمریکا او را یکی از «۲۰ وکیل جوانی که یک تغییر ایجاد می‌کنند» معرفی کرد. آنایا پس از آن تدریس تمام وقت در دانشگاه را آغاز کرد. او به‌طور گسترده‌ای به تدریس و نگارش در زمینه‌های حقوق بشر بین‌الملل و مسائل مرتبط با بومیان پرداخت. از میان کتابهای تحسین شده و شناخته شده او میتوان به بومیان در قانون بین‌الملل و حقوق بشر بین‌الملل: مشکلات قانون، سیاست و روند اشاره کرد.
آنایا اصالتا از قبیله آپاچی و مردم پورپچا است.

## یادداشت
1. ↑  Indigenous Peoples in International Law
2. ↑  International Human Rights: Problems of Law, Policy and Process